# Universiteit van Minnesota
De Universiteit van Minnesota (Engels: University of Minnesota) is een openbare universiteit in Minneapolis en Saint Paul die voornamelijk gericht is op onderzoek. Het is het oudste en grootste deel van het University of Minnesota System en is qua aantal studenten de op drie na grootste van de Verenigde Staten.

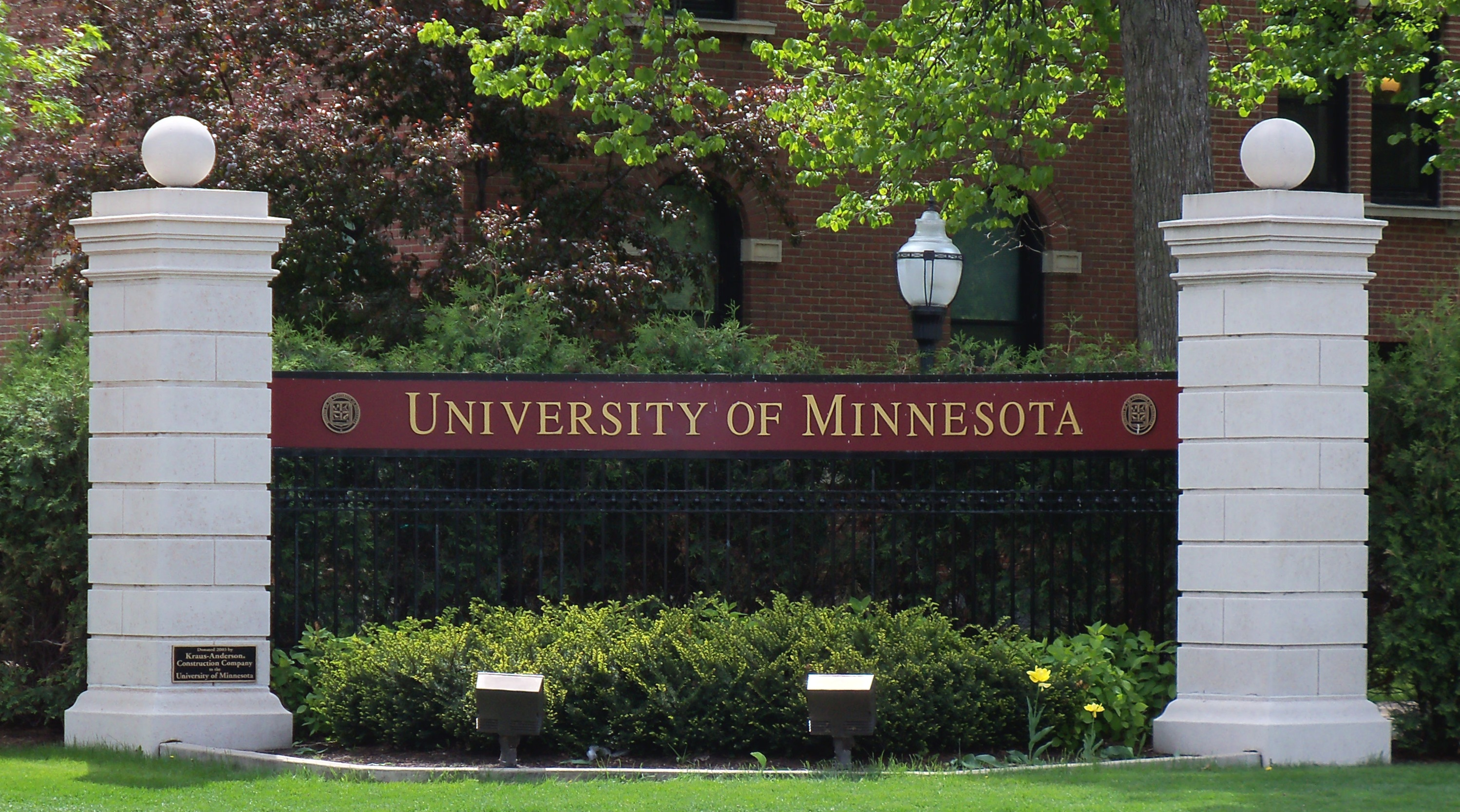
University of Minnesota